# Psychose phase 3
Pour plus de détails, voir Fiche technique et Distribution.
Ne doit pas être confondu avec Psychose 3.
Psychose phase 3 (The Legacy en VO) est un film d'horreur américano-britannique réalisé par Richard Marquand, sorti en 1978.

## Synopsis
Maggie et Pete sont un couple de décorateurs d'intérieur vivant en Californie. Un jour, ils sont sollicités par un richissime client britannique pour un mystérieux travail fortement rémunéré. Ils refusent d'abord de s'éloigner de leur pays natal, mais finissent par accepter de se rendre chez lui en Angleterre. 
Arrivés dans la campagne anglaise, ils sont victimes d'un accident de moto. L'autre véhicule impliqué dans la collision n'est d'autre que la limousine de leur client, le millionnaire Jason Mountolive. Celui-ci les invite dans son château, ce qu'ils acceptent le temps que leur engin soit réparé. Il y sont bientôt rejoints par cinq autres personnes, débarquant en hélicoptère, venues pour assister à la lecture du testament de leur hôte. En effet, celui-ci est mourant et compte leur dévoiler son héritage. Intriguée par son état de santé, Maggie se rend à son chevet. Jason lui offre alors un anneau qu'elle ne peut enlever de son doigt, le même bijou que les cinq convives supplémentaires. 
Très vite, les cinq autres invités meurent accidentellement, les uns après les autres, dans des circonstances atroces. Maggie découvre qu'elle n'est pas dans ce château par hasard. Elle apprend qu'elle a un lien avec la famille Mountolive, et que le père de Jason a été brûlé vif avec son épouse, Margaret Walsingham, tous deux accusés d'hérésie et de sorcellerie. Les autres héritiers morts ont tous été impliqués dans des crimes ou des scandales, mais ils ont été blanchis grâce à Jason. Maggie est l'arrière-petite-fille de ce dernier.
Désormais, Jason désigne Maggie comme sa seule héritière et lui transfère ses pouvoirs familiaux sataniques. Elle devra choisir à son tour six prétendants pour son héritage. Après avoir empêché le transfert, Pete est élu premier héritier et elle lui offre un anneau à placer à son doigt.

## Fiche technique
- Titre original : The Legacy
- Titre français : Psychose phase 3
- Réalisation : Richard Marquand
- Scénario : Jimmy Sangster, Patrick Tilley et Paul Wheeler
- Montage : Anne V. Coates
- Musique : Michael J. Lewis
- Photographie : Dick Bush et Alan Hume
- Production : David Foster
- Sociétés de production et distribution : Universal Pictures
- Pays de production :  Royaume-Uni,  États-Unis
- Langue originale : anglais
- Format : couleur
- Genre : horreur et fantastique
- Durée : 96 minutes
- Dates de sortie : 
  - Royaume-Uni : septembre 1978
  - États-Unis : 14 septembre 1979
  - France : 2 avril 1980

## Distribution
- Katharine Ross : Margaret "Maggie" Walsh
- Sam Elliott : Pete Danner
- Roger Daltrey : Clive Jackson
- John Standing : Jason Mountolive
- Ian Hogg : Harry
- Margaret Tyzack : l'infirmière Adams
- Charles Gray : Karl Liebnecht
- Lee Montague : Jacques Grandier
- Hildegard Neil : Barbara Kirstenburg
- Marianne Broome : Maria Gabrieli